# Ляймбах (Тюрингія)
Ляймбах (нім. Leimbach) — громада в Німеччині, розташована в землі Тюрингія. Входить до складу району Вартбург.
Площа — 8,63 км2. Населення становить 1722 ос. (станом на 31 грудня 2021).